# Lajos Balthazár
Lajos Balthazár né le 30 juin 1921 à Budapest et mort le 1er février 1995 dans la même ville, est un escrimeur et maître d'armes hongrois. Il a gagné une médaille d'argent par équipe (épée) aux Jeux olympiques de Melbourne en 1956.

## Palmarès
- Jeux olympiques:
  -  médaille d'argent par équipe aux Jeux olympiques de Melbourne en 1956[1]

- Championnats du monde:
  - Championnats du monde d'escrime 1955  médaille de bronze par équipe
  - Championnats du monde d'escrime 1957  médaille d'argent par équipe
  - Championnats du monde d'escrime 1958  médaille d'argent par équipe